# Lasers
Lasers ist ein Lehrbuch und Nachschlagewerk von Anthony E. Siegman. Es ist ein Standardwerk zur Laserphysik und erschien 1986 im Verlag University Science Books, bisher nur in englischer Sprache.
Unter dem gleichen Titel erschien 1988 ein Buch von Peter W. Milonni und Joseph H. Eberly im Wiley-Verlag in der Wiley Series in Pure and Applied Optics. Es wurde 2010 unter dem anderen Titel Laser Physics neu aufgelegt.

## Inhalt
Das 1283 Seiten umfassende Buch von Siegman gliedert sich in die drei Teile:
- Grundlagen der Laserphysik (Kapitel 1–13)
- Lichtstrahlen und Resonatoren (Kapitel 14–23)
- Laserdynamik und fortgeschrittene Themen (Kapitel 23–31)

Im vorderen Buchdeckel ist eine Auflistung von 25 Nobelpreisen von 1902 bis 1981 enthalten, die der Autor als relevant für Laser angibt.

## Auflagen
- 1. gebundene Ausgabe 1986, ISBN 0-935702-11-3.